# 平井正則
平井 正則（ひらい まさのり、1943年9月24日 - ）は、日本の天文学者。専門は、恒星分光学。

## 来歴・人物
大分県別府市出身。1966年九州大学理学部物理学科を卒業後、東京大学大学院理学系研究科天文学専攻に進み、藤田良雄のもとで恒星天文学を学ぶ。赤色巨星の大気に多原子分子を観測的に発見したことにより、1973年理学博士号を取得した。1974年、福岡教育大学講師に着任した。翌年の1975年に同大学の助教授、1988年には教授、2007年に定年退職し、現在は福岡教育大学名誉教授。
1998年、第3回東洋天文学史国際会議（ICOA-3、FUKUOKA）を主宰。2003年、世界小惑星センターより、小惑星(9333)を「hiraimasa」と命名される。2004年、｢星空の街・あおぞらの街全国大会｣全国協議会会長賞「すばる賞」受賞。　

## 訳書
- 『月のコロニー』（D.S.ハラシーJr.著　共立出版　共立科学ブックス　1971年）
- 『宇宙』（アイザック・アシモフ著　共立出版）